# Cicindela patruela
Cicindela patruela är en skalbaggsart som beskrevs av Pierre François Marie Auguste Dejean 1825. Cicindela patruela ingår i släktet Cicindela och familjen jordlöpare.

## Underarter
Arten delas in i följande underarter:
- C. p. consentanea
- C. p. huberi
- C. p. patruela